# Eldey
Eldey (în islandeză Insula Focului) este o insulă nelocuită de origine vulcanică situată la 16 km de Peninsula Reykjanes. Se întinde pe o suprafață de 3 hectare și atinge 77 m în punctul cel mai înalt. În structura sa geologică intră hialociastitul, o brecie vulcanică. Adăpostește colonii de păsări.